# Ziv Koren

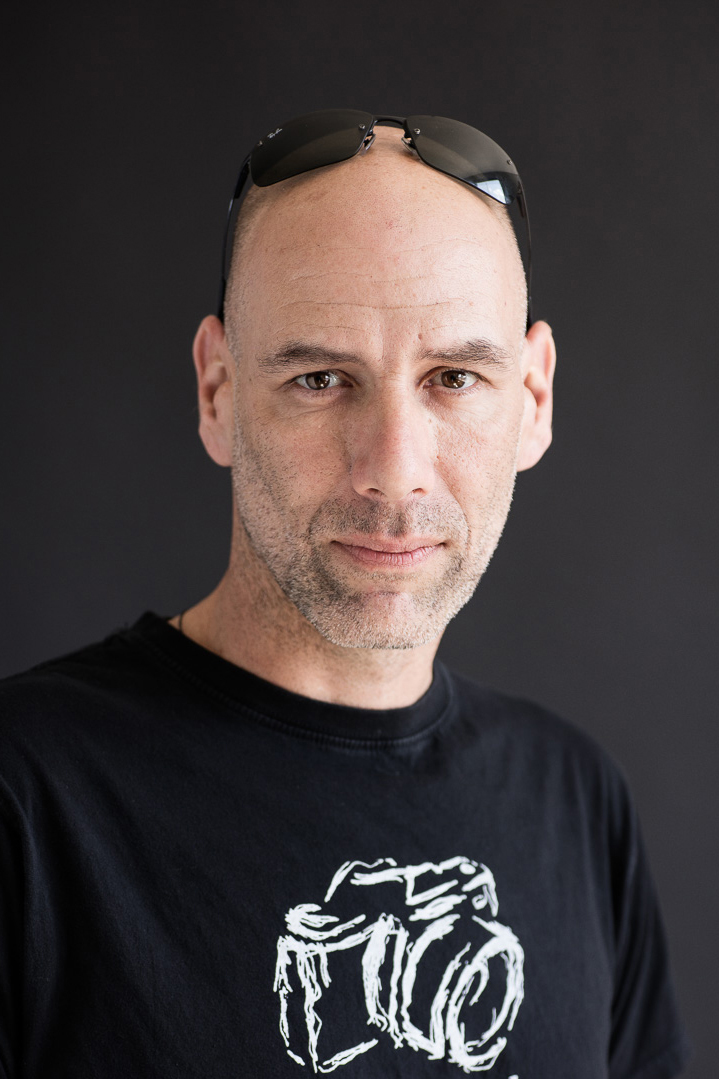
Ziv Koren (2016)

Ziv Koren (hebräisch זיו קורן) (* 13. Juli 1970) ist ein israelischer Fotojournalist, der sich darauf spezialisiert hat, über den Nahostkonflikt zu berichten. Er erhielt zahlreiche Auszeichnungen, so zum Beispiel den 1st Place for Excellence in Photography (Magazine Division) for "Last Look: A new Leash on Life" im Jahr 2004.
Der 2006 erschienene Film Der Hölle so nahe... von Solo Avital ist ihm und seiner unter extrem gefährlichen Umständen ausgeübten Arbeit gewidmet.
Er ist mit dem israelischen Model Galit Gutman verheiratet und Vater von zwei Töchtern.